# Berlandiella polyacantha
Berlandiella polyacantha är en spindelart som beskrevs av Cândido Firmino de Mello-Leitão 1929. 
Berlandiella polyacantha ingår i släktet Berlandiella och familjen snabblöparspindlar. Inga underarter finns listade.